# 砟子镇
砟子镇是位于中国吉林省东部的一个镇，隶属于白山市江源区。
砟子镇面积约17平方千米，人口3.4万，镇政府驻砟子。下辖3个行政村三个社区。砟子镇交通便利，物产丰富，工业实力雄厚。

## 行政区划
孙家堡子街道下辖以下地区：
八宝社区、竖井社区、砟子社区、八宝村、砟子村和育林新村。